# Kassbach
Kassbach ist ein 1978 gedrehtes, österreichisches Filmdrama von Peter Patzak mit Walter Kohut in der Titelrolle. Kohut verkörpert dort „den neonazistischen Titel-‘Helden’, einen vom dumpfen Rassismus getragenen Wiener Spieß- und Kleinbürger par excellence, einen Biedermann als Brandstifter.“ Die Geschichte basiert auf dem Roman Kassbach oder das allgemeine Interesse am Meerschweinchen von Helmut Zenker, der auch am Drehbuch beteiligt gewesen ist.

## Handlung
Der 54-jährige Gemüsehändler Kassbach ist der Inbegriff des bigotten, reaktionären Kleinbürgers mit raunzendem Wiener Schmäh: ein emotional verkümmerter Pseudomoralist, der seine Heimat ständig und überall bedroht sieht und glaubt, dass nur mit eisenharter Hand und autoritärer Führung die „abendländische Kultur“, so wie er sie versteht, vor den „Roten“ und den stets als Bedrohung empfundenen Ausländern bewahrt werden kann. Sein Habitus ist der eines biederen Despoten, der nach oben buckelt und nach unten tritt und der alles und jeden hasst, der nicht in sein kleinkariertes Weltbild passt. Seine Familie – die duldsame Ehefrau und der 18-jährige Sohn – werden gegängelt und unterdrückt, das Lehrmädchen Liesi zum Sex, der bei ihm sadistisch-brutale Züge trägt, genötigt. 
Kassbachs aggressives Wesen und seine faschistoide Grundhaltung führen dazu, dass er die Welt nur in Schwarz und Weiß unterteilt: Hier die Guten – das sind er und die neonazistische „Initiative“, der er beigetreten ist und die sich gegen Überfremdung und den angeblichen Untergang von Sitte und Moral erwehren – und dort die Feinde seines eigenen Wertekanons: eine ihm verhasste Fremdheit und Liberalität, die Sozialdemokratie und eine schwache Republik Österreich, die sich nach seiner Auffassung nicht deutlich genug gegen die Verkommenheit in der Gesellschaft positioniert. 
Aus dem wildgewordenen Schrebergarten-Spießer wird so ein in die Jahre gekommener Neonazi, der verächtlich von den „Tschuschen“ (Gastarbeiter) schwadroniert, die man alle rauswerfen oder wahlweise auch „beseitigen“ sollte, oder der über die ‘Gutmenschen’ in den Zeitungen lästert, die angeblich für alles und jeden Verständnis zeigten und in Wahrheit nichts anderes als rückgratlose Waschlappen seien. Auch sein Frauenbild passt eher in die Zeit bis 1945: Das „schwache“ Geschlecht habe dem Manne zu dienen und im Übrigen zu kuschen. Es ist nur ein kleiner Schritt von den wüsten, bösartigen Schimpfkanonaden des Karl Kassbach bis zu dem Zeitpunkt, an dem er eines Tages ganz im Sinne der „Initiative“ zur Waffe greift. Jetzt sollen endlich seinen Verwünschungen Taten folgen, und Karl Kassbach tritt in Charles Bronsons Fußstapfen …

## Produktionsnotizen
Kassbach entstand 1978 in und um Wien und wurde am 23. Februar 1979 in Berlin uraufgeführt. 
Milan Dor war an der Produktion beteiligt, Elisabeth Klobassa zeichnete für die Ausstattung verantwortlich.
Kassbach-Darsteller Kohut und seine Filmehefrau Immy Schell waren auch im wahren Leben miteinander verheiratet.

## Preise und Nominierungen
Kassbach gewann den C.I.D.A.L.C. Award der UNESCO und wurde auf den Filmfestspielen von Berlin für den Goldenen Bären (1979) nominiert.

## Kritiken
Im Lexikon des Internationalen Films heißt es: „Der Versuch, Rechtsextremismus aus der Nichtbewältigung des privaten Lebens zu erklären, bleibt auf verharmlosende Weise einseitig: Halbwahrheiten, Ängste und Tatsachen sind zu einem Konglomerat von Klischees und Allgemeinplätzen gemischt.“
Im Film Archiv Austria heißt es: “Realistisch und detailgetreu zeichnet … Peter Patzak das Psychogramm eines Kleinbürgers und setzt damit neue Maßstäbe.”
Auf falter.at heißt es kurz und knapp: „Patzaks eventuell stärkster Film“.
Zu Walter Kohut ausgezeichneter Einzelleistung heißt es in einer längeren Betrachtung: „Kaum einer gab faschistischen Kleinbürgern, radikalen Gemütsterroristen und hinterhältigen Spießern ein so beklemmend faszinierendes Gesicht wie der Wiener Walter Kohut. (…) In Patzaks Kinofilm „Kassbach“ (1978) ist Kohut der 54-jährige Wiener Gemüsehändler, der Frau und Sohn vernachlässigt, eine sadistische Sexbeziehung mit dem Lehrmädchen unterhält und sich in der rechtsradikalen Organisation „Initiative“ engagiert. Das Porträt des faschistischen Kleinbürgers, der einen Journalisten erschießen wird, gehört zu Kohuts größten Leistungen.“